# アル・アラビ・ドーハ

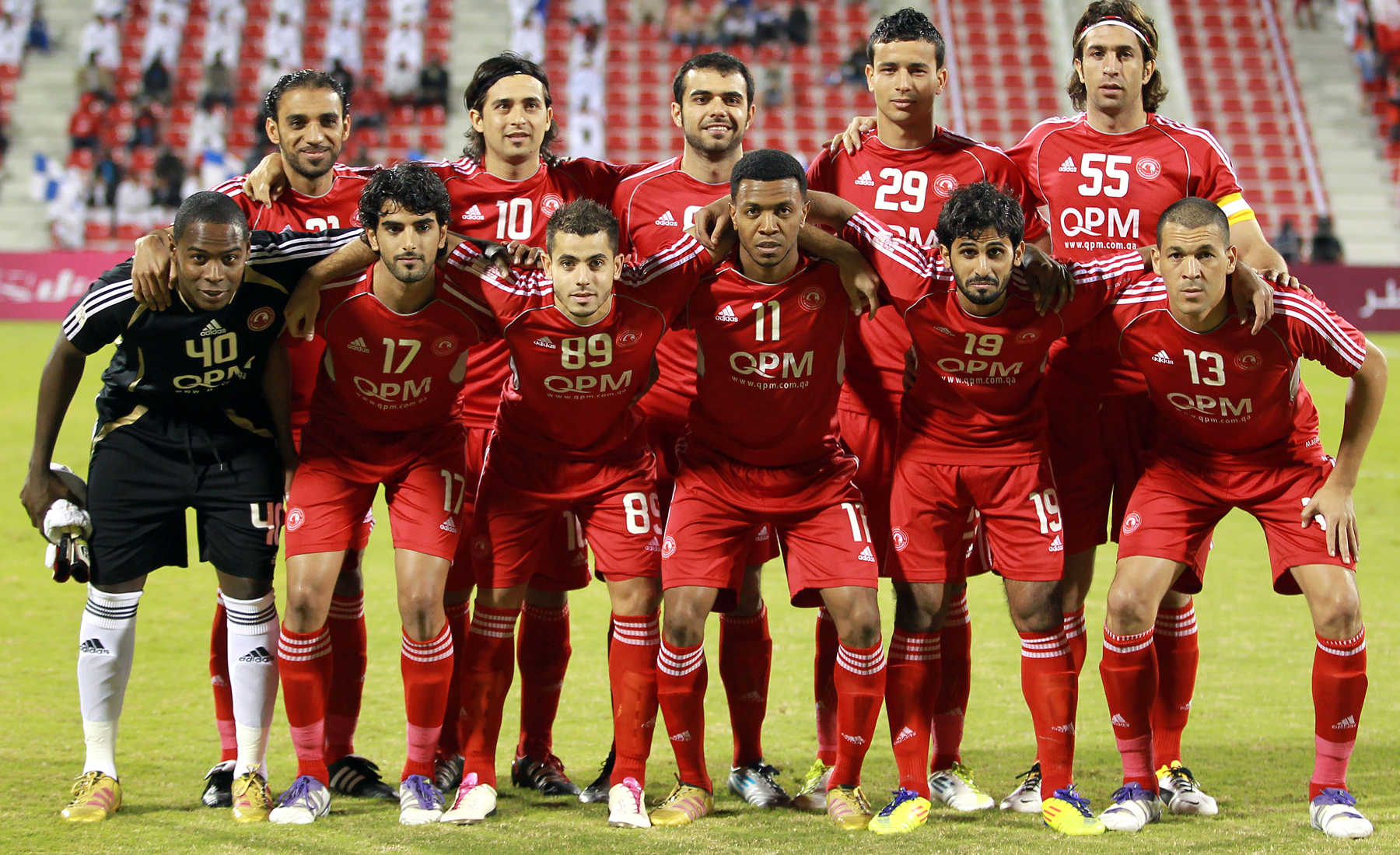
アル・アラビSCの選手たち（2011年11月）

アル・アラビ、アル・アラビーSC（アラビア語: النادي العربي الرياضي、英語: Al-Arabi Sports Club）は、カタールの首都ドーハを本拠地とするサッカークラブである。
1972年、タフリール（1952年創立、カタールで2番目に古いクラブ）とアル・ワフダ（1957年創立）の2つの古豪クラブが合併した事で誕生した。国内のファンからはドリームチームやレッドデビルズという愛称で親しまれている。潤沢なオイルマネーのおかげで資金力は非常に豊富で、元アルゼンチン代表バティストゥータや元ドイツ代表のシュテファン・エッフェンベルクら数多くの有名選手を獲得している。チーム自体も非常に強豪で、国内ではカタールリーグで2度の連覇、アミールカップでは3度の連覇を達成している。特に1980年代、90年代にはアル・サッドと並び、数多くのタイトルを獲得した。
国際舞台ではAFCアジアチャンピオンズリーグの出場、また1995年には前身のアジアクラブ選手権に準優勝した経験を持つ。

## タイトル

### 国内タイトル
- 国内リーグ : 7回
  - 1982-83, 1984-85, 1990-91, 1992-93, 1993-94, 1995-96, 1996-97

- アミールカップ : 8回
  - 1977-78, 1978-79, 1979-80, 1982-83, 1983-84, 1988-89, 1989-90, 1992-93

- クラウンプリンスカップ : 1回
  - 1996-97

- シェイク・ジャセムカップ : 6回
  - 1980-81, 1982-83, 1994-95, 2008-09, 2010, 2011

### 国際タイトル
なし

## 所属選手
注：選手の国籍表記はFIFAの定めた代表資格ルールに基づく。
| No. | Pos. |              | 選手名                           |
| --- | ---- | ------------ | -------------------------------- |
| 2   | DF   | カタール     | Khalifah Al-Malki                |
| 3   | DF   | カタール     | ムハンマド・サイヤール           |
| 4   | MF   | カタール     | アブドゥルラフマン・エナド       |
| 5   | DF   | スペイン     | マルク・ムニエッサ               |
| 6   | MF   | カタール     | アブドゥッラー・マラフィエ       |
| 7   | MF   | イラン       | メフルダード・モハンマディ       |
| 8   | MF   | カタール     | アフマド・ファトヒー             |
| 10  | MF   | ブラジル     | ラフィーニャ                     |
| 11  | MF   | カタール     | ムハンマド・サラーハ・エルニール |
| 12  | DF   | カタール     | ハミード・イスマイール           |
| 13  | DF   | カタール     | ユーセフ・ムフターハ             |
| 15  | DF   | カタール     | ジャッセム・ガベル               |
| 16  | DF   | カタール     | Abdullah Al-Sulaiti              |
| 17  | MF   | アイスランド | アーロン・グンナルソン           |
| 18  | MF   | カタール     | ムハンマド・イサーム             |

| No. | Pos. |          | 選手名                                 |
| --- | ---- | -------- | -------------------------------------- |
| 19  | MF   | カタール | イブラヒム・カラ                       |
| 20  | FW   | カタール | アブドゥルアズィーズ・アル＝アンサーリ |
| 21  | GK   | カタール | マフムード・アブナダ                   |
| 22  | FW   | カタール | Abdullah Sherif                        |
| 23  | DF   | カタール | ファハド・アル＝アブドゥッラフマーン   |
| 24  | FW   | カタール | アブドゥッラー・ムリーシー             |
| 30  | GK   | カタール | Noureldin Mohammed                     |
| 31  | GK   | カタール | ジャーセム・アル＝ハイル               |
| 33  | MF   | カタール | Abdulrahim Al-Baloushi                 |
| 34  | MF   | カタール | Abdullah Faroun                        |
| 44  | MF   | カタール | Hassan Saif                            |
| 45  | DF   | カタール | Elhashimi Elhussein                    |
| 96  | GK   | カタール | Amir Hassan                            |
| 99  | FW   | カタール | ラミ・スハイル                         |

### ローン移籍選手
in
注：選手の国籍表記はFIFAの定めた代表資格ルールに基づく。
| No. | Pos. |        | 選手名                                        |
| --- | ---- | ------ | --------------------------------------------- |
| 9   | FW   | シリア | オマル・アッ＝ソーマ (アル・アハリ・サウジFC) |

| No. | Pos. |            | 選手名                                |
| --- | ---- | ---------- | ------------------------------------- |
| 28  | FW   | チュニジア | ユセフ・ムサクニ (アル・ドゥハイルSC) |

## 歴代監督
- ヴォルフガング・ジドカ 2003-2005
- アンリ・ミシェル 2006
- アベウ・ブラガ 2008
- ゼ・マリオ 2008
- ウリ・シュティーリケ 2009-2010
- ペリクレス・シャムスカ 2010-2011
- シーラス 2011-2012
- ピエール・ルシャントル 2012
- ハッサン・シェハータ 2012-2013
- ウリ・シュティーリケ 2013-2014
- ダン・ペトレスク (2014)
- ダニエル・カレーニョ (2014-2015)
- ジャンフランコ・ゾラ (2015-2016)
- ヘラルド・ペルッソ (2016)
- オズワウド・ジ・オリヴェイラ (2017)
- ルカ・ボナチッチ (2017-2018)
- ヘイミル・ハルグリムソン (2018-2021)
- ユネス・アリ (2021-2024)
- アンソニー・ハドソン (2024-)

## 歴代所属選手
- ブレイズ・ヌクフォ 1995-1996
- ムハンマド・バラカート 2002-2003
- シュテファン・エッフェンベルク 2003-2004
- ガブリエル・バティストゥータ 2003-2005
- タリボ・ウエスト 2004
- モハメド・サルミーン 2004-2007
- イバン・ウルタード 2005-2006
- ファビオ・セザール 2005-2006
- トニー・ポポヴィッチ 2006-2007
- ジョアン・トマス 2006-2007
- レオナルド・ピスクリチ 2007-2012
- ユニス・マフムード 2008
- ロマノ・ルア＝ルア 2008-2009
- カボレ 2009-2011
- ダニエウ・カルヴァーリョ 2010
- マシュー・スピラノビッチ 2012-2013
- バレー 2012
- フシン・カルジャ 2012-2013
- ユースフ・ハッジ 2012-2013
- カリム・ジアニ 2013-2014